# CHANGE UR WORLD
「CHANGE UR WORLD」是日本男性偶像組合KAT-TUN第13張單曲。

## 概要
- 初回限定盤1、初回限定盤2及通常盤的封面、內頁及收錄內容是不同。
- 前成員赤西仁宣佈離隊後首張單曲。
- 成員龜梨和也主持日本電視台網絡『Going!Sports&News』主題歌，在10月2日初次播放。
- 初回限定盤1中CD只收錄「CHANGE UR WORLD」一曲，及DVD收錄同一歌曲之Music Video、製作片段及在夏天舉行的Summer Premium Event 2010的製作片段。
- 初回限定盤2中CD收錄新曲「REMEMBER」、上田龍也獨唱歌曲「尼特族」、及田口淳之介獨唱歌曲「GIRLS」。當中上田龍也的新曲在他的個人演唱會『MOUSE PEACE uniting with FiVe TATSUYA UEDA LIVE 2010』中首次披露。
- 通常盤中CD收錄了「GIVE ME, GIVE ME, GIVE ME」及「NEVER × OVER　〜「-」IS YOUR PART〜」。當中「NEVER × OVER　〜「-」IS YOUR PART〜」是五位成員介紹歌曲，歌曲基本是由專輯「NO MORE PAIИ」中五位成員獨唱歌曲再重新編曲而成。一部分作詞是田中聖填寫，而上田龍也參與其中自己獨唱曲的作曲部分。

## 收錄內容

### CD
1. CHANGE UR WORLD
  - 作詞：Laika Leon / ECO ラップ詞：JOKER、作曲：Andreas Johansson / Anderz Wrethov、編曲：Andreas Johansson / JUNYT

### DVD
- CHANGE UR WORLD（Music Video及其製作片段）
- Summer Premium Event 2010　製作片段

### 初回限定盤2
1. CHANGE UR WORLD
2. REMEMBER
  - 作詞：Sean-D、ラップ詞：JOKER 、作曲・編曲：Shusui / Fredrik Hult / Carl Utbult / JUNYT
3. 尼特族
  - 上田龍也的獨唱歌曲
  - 作詞：上田龍也、作曲：黒須克彦、編曲：MOUSE PEACE
4. GIRLS(NTT presented by Junnosuke Taguchi)
  - 田口淳之介的獨唱歌曲，田中聖及中丸雄一也有參與錄音。
  - 作詞：NTT、作曲：Eiji Kawai / NTT、編曲：Eiji Kawai

### 通常盤
1. CHANGE UR WORLD
2. GIVE ME, GIVE ME, GIVE ME
  - 作詞：Sean-D、ラップ詞：JOKER、作曲・編曲：Jeff Miyahara
3. NEVER × OVER　～「-」IS YOUR PART～
  - 作詞：Koki Tanaka / Minori、作曲：Hans Johnson / t-oga / NAO / ATSUSHI / Tatsuya Ueda / King of Slick / Magnus Funemyr、編曲：Hans Johnson
4. CHANGE UR WORLD(伴唱版本)
5. GIVE ME, GIVE ME, GIVE ME(伴唱版本)
6. NEVER × OVER　～「-」IS YOUR PART～(伴唱版本)

## 外部連結
- CDJournal.com（页面存档备份，存于）